# Kassim Majaliwa
Kassim Majaliwa Majaliwa (sinh ngày 22 tháng 12 năm 1960) là một chính trị gia người Tanzania, giữ chức Thủ tướng Tanzania từ năm 2015. Ông được Tổng thống John Magufuli bổ nhiệm sau cuộc tổng tuyển cử năm 2015. Ông là thành viên của đảng Chama Cha Mapinduzi cầm quyền và là Nghị sĩ của khu vực bầu cử Ruangwa từ năm 2010.